# Onthophagus gaillardi
Onthophagus gaillardi là một loài bọ cánh cứng trong họ Bọ hung (Scarabaeidae).